# Ottilie Reyländer-Böhme
Ottilie Reylaender (Wesselburen, Slesvig-Holstein, Berlín, 19 d'octubre de 1882 - 29 de març de 1965) va ser una pintora alemanya i una de les pioneres de l'art modern a Alemanya.

## Vida i obra

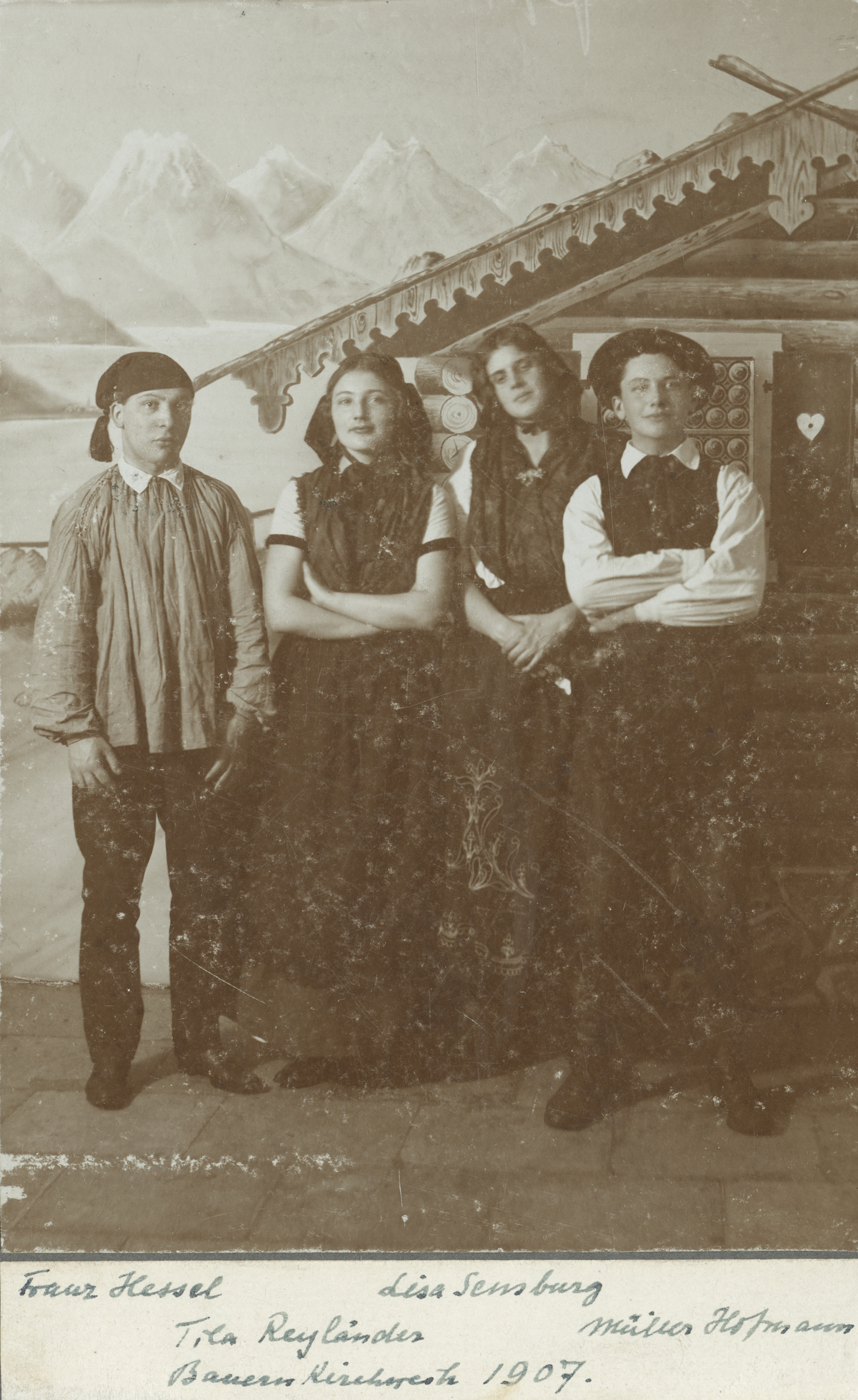
Franz Hessel, Ottilie Reylaender, Lisa Sensburg i Wilhelm Müller-Hofmann en un festival d'artistes de Munic (Bauernkirchweih) el 1907

Ottilie Reylaender va néixer a Wesselburen l'any 1882, filla d'una gran família de funcionaris. Va mostrar talent per al dibuix i, després de graduar-se a l'escola, es va traslladar el 1898 a Worpswede, on es va convertir en alumna de Fritz Mackensen, pintor i cofundador de la colònia d'artistes de Worpswede, i va fer amistat amb les seves companyes de classe, Paula Becker i Clara Westhoff. El 1900 va viatjar a París, on es va allotjar a l'estudi de Paula Becker, que aleshores no es trobava a la ciutat. A París, Reylaender va assistir a les escoles d'art privades Académie Julian i Académie Colarossi, ja que les dones no van ser admeses a les escoles d'art estatals alemanyes fins al 1918. El 1905 va fer un viatge a Itàlia amb els escultors Hedwig Woermann i Dora Herxheimer i va conèixer a Munic el pintor de vidre polonès Bohdan von Suchocki, que més tard es convertiria en la seva parella durant molt de temps, després d'haver-se separat de Franziska zu Reventlow.
El 1908 va passar la major part del temps a Roma i al maig va poder traslladar-se a un estudi a Villa Strohl-Fern, on va rebre el suport de Hermann Haller i Paul Osswald. Osswald va establir contacte amb el marxant i col·leccionista d'art Alfred Flechtheim, que va aconseguir vendre els seus quadres i més tard els va incloure al programa de la seva galeria. El 1908 Reylaender també es va fer amiga del poeta Rainer Maria Rilke, a partir del qual es va desenvolupar un intercanvi de cartes fins al 1921. El 1910 va marxar a Mèxic amb Bohdan von Suchocki i més tard va tenir cura del seu fill Bodzito. El 1925 va conèixer Diego Rivera i Tina Modotti. Després de 17 anys a l'estranger, Reylaender va tornar a Alemanya el 1927. L'any següent va conèixer Clara Westhoff i va assistir a l'escola de pintura d'Arthur Segal.
El 1929 es va casar amb el professor Traugott Böhme i fixà la residència permanent de la parella a Berlín. Després de la Segona Guerra Mundial, juntament amb Oda Hardt-Rösler, va fundar l'escola privada de pintura Das Atelier im Freien. Böhme va morir el 1954; Ottilie Reylaender-Böhme va morir el 1965 a Berlín i va ser enterrada al seu costat.
A més dels seus primers retrats de nenes i camperols, que van ser influenciats per Paula Modersohn-Becker, Ottilie Reylaender va pintar molts paisatges de la seva terra natal i més tard dels països als quals va viatjar. A Mèxic va crear retrats de nadius mexicans.
El 2013, la seva obra es va exposar a la Worpswede Art Gallery amb altres artistes femenines anomenades «Malweiber» amb el títol Female painters on the move: women conquered art around 1900.

## Exposicions
- 1912: Exposició Sonderbund, Colònia
- 1924: Galerie Flechtheim, Berlín i Worpsweder Kunstschau H. Seekamp
- 1928: Kunstverein a Hamburg
- 1929: Haus Paula Becker i Verein der Berliner Künstlerinnen
- 1942: 75 Jahre Verein der Berliner Künstlerinnen
- 1943: Kunstverein Hannover. Totes les pintures van ser destruïdes en un bombardeig
- 1949: Archivarion, Berlín
- 1957: Delphi-Haus, Berlín
- 1959: Berliner Kunstkabinett
- 1996/97: Garten der Frauen, exposició col·lectiva al Sprengel Museum, Hannover, després al Von der Heydt-Museum, Wuppertal. Mostrava obres de set artistes dones classificades com a «pioneres del modernisme a Alemanya»: Erma Bossi, Käte Lassen, Paula Modersohn-Becker, Gabriele Münter, Ottilie Reylaender, Clara Rilke-Westhoff, Marianne von Werefkin
- 2013: Exposició col·lectiva Malerinnen im Aufbruch, Worpsweder Kunsthalle
- 2015: KunstWege – LebensZeichen, Worpsweder Kunsthalle[9]
- 2015/16: Ottilie Reylaender. Worpswede – Mèxic, Kunstkaten Ahrenshoop[10]